# Chiesa di Santa Maria dei Servi (Montepulciano)
La chiesa di Santa Maria dei Servi è una chiesa trecentesca che si trova a Montepulciano, in provincia di Siena e diocesi di Montepulciano-Chiusi-Pienza.

## Architettura
Presenta la facciata a capanna, con bugne regolari di travertino disposte "a filaretto" e arricchita da un portale strombato, con arco a sesto acuto sormontato da una cuspide. Gli spioventi del tetto sono ornati da una fila di archetti trilobati pensili, poggianti su mensolette. La torre campanaria in laterizi, dalle slanciate monofore affiancate da paraste, risale al Settecento.
L'interno, ad un'unica navata, venne ristrutturato tra la fine del Seicento e gli inizi del Settecento: i lavori iniziarono nel 1701, nel 1702 fu riconsacrato l'altare maggiore e si conclusero nel 1712. Andrea Pozzo realizzò il disegno dell'interno dell'edificio e delle decorazioni a stucco, ma non ebbe modo di seguire il cantiere dei lavori.
Vi sono conservati un affresco con la Madonna della Santoreggia, di scuola senese del XIV secolo, una Madonna col Bambino attribuita al primo periodo di attività di Ugolino di Nerio, seguace di Duccio di Buoninsegna (1310-1315) e un Crocifisso trecentesco ad affresco.